# Startline
《Startline》（日语：スタートライン）是寿美菜子的第2張單曲，於2010年11月24日由Music Ray'n發行。

## 概要
- 声優組合『sphere』的對獨唱成員連續發行第4彈單曲。
- 分為通常盤和初回盤2種類發售，後者「Startline」的PV收錄在DVD內。
- 表題曲「Startline」是電影『コイセント』的主題曲。

## 收錄曲
1. Startline [4:11]
作詞：田中琴乃、作曲・編曲：渡邊拓也
2. metamorphose [4:19]
作詞：Satomi、作曲・編曲：増田武史
3. Startline （Instrumental）

DVD（初回限定盤）
1. Startline （Music Clip）

## 外部連結
- 寿美菜子 網站（页面存档备份，存于）